# 馬塞拉 (电视剧)
《馬塞拉》（英語：Marcella）是一部於2016年4月4日在ITV開播的英国电视剧剧集。

## 演員和角色
- 安娜·弗莱尔（英语：Anna Friel） 飾演 馬塞拉·巴克兰
- 尼古拉斯·平诺克（英语：Nicholas Pinnock） 飾演 贾森·巴克兰
- 雷·潘塔基（英语：Ray Panthaki） 飾演 拉布·僧伽
- 傑米·班柏 飾演 蒂姆·威廉姆森
- 杰克·杜兰（英语：Jack Doolan (actor)） 飾演 马克·特拉维斯
- 妮娜·索萨尼亚（英语：Nina Sosanya） 飾演 劳拉·波特
- 查理·科维尔（英语：Charlie Covell） 飾演 亚历克斯·迪尔
- 索菲亚·布朗（英语：Sophia Brown） 飾演 李亚男·杭特